# Domingo Matheu
Pour les articles homonymes, voir Matheu (homonymie).
Domingo Matheu Chicola, ou Domènec Matheu i Xicola de son nom catalan (Barcelone, Espagne, 1765 - Province de Buenos Aires, Argentine, 1831) était un homme d’affaires, pilote de navire et homme politique argentin d’origine espagnole (Catalogne).

## Biographie
Après avoir achevé une formation de pilote hauturier dans sa ville natale, il obtint de la couronne espagnole, conjointement avec son frère Miguel, la licence de commercer avec les colonies. Après plusieurs voyages au Río de la Plata, il se fixa définitivement à Buenos Aires en 1793. Sa maison de commerce se développa jusqu’à devenir bientôt l’une des plus importantes de la ville à cette époque.
Lors des invasions anglaises du Río de la Plata, s’étant enrôlé dans la compagnie de Miñones (milice d’infanterie créée en 1806, destinée à accueillir des volontaires nés en Catalogne et résidant à Buenos Aires ou à Montevideo), où il fut élevé au grade de lieutenant, il combattit contre l’envahisseur britannique, et prit part à la reconquête de Buenos Aires, puis aux dispositifs de défense subséquents.
Ayant acquis une position influente au cabildo de Buenos Aires, il appuya d’emblée, au sein de celui-ci, les mouvements révolutionnaires de mai 1810, et assista au Cabildo ouvert du 22 mai. À l’issue de la semaine de Mai, il fut nommé membre votant de la Première Junte, premier gouvernement autonome du Río de la Plata, et par la suite président de la Junta Grande, lorsque Cornelio Saavedra s’en fut allé au nord en mission militaire. Plus tard, il fut nommé directeur de la fabrique d’armes et fusils, puis, en 1813, se vit confier en outre la confection des uniformes militaires.
Par les revenus qu’il tirait de ses activités commerciales, il était en mesure ― à l’instar de Juan Larrea, autre homme d’affaires fortuné d’origine catalane ― de soutenir financièrement le premier gouvernement patriotique, ainsi que les expéditions militaires dans le Haut-Pérou et au Paraguay. En 1817, il se retira de la vie politique, se vouant désormais uniquement à ses affaires jusqu’à sa mort en 1831.
Ses restes reposent au cimetière de la Recoleta à Buenos Aires.